# John Lehmann

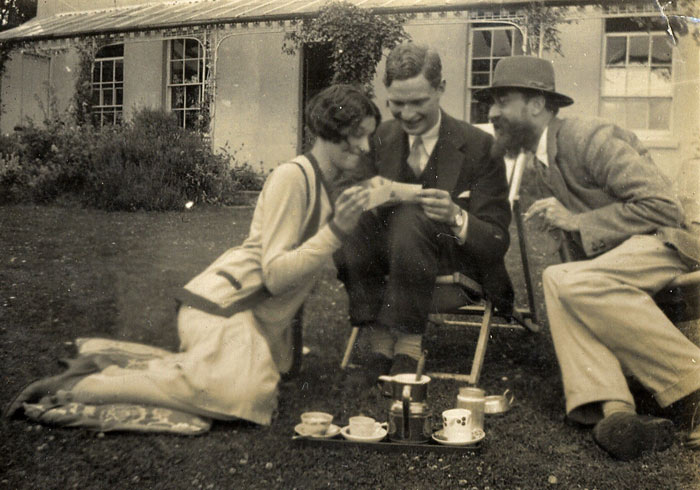
John Lehmann (Mitte) mit Schwester Rosamond und Lytton Strachey, 1920er Jahre

John Frederick Lehmann (* 2. Juni 1907 in Bourne End, Buckinghamshire; † 7. April 1987 in London) war ein britischer Dichter und Verleger des 20. Jahrhunderts.

## Leben
Der Sohn des Journalisten Rudolph Lehmann und Bruder der Schauspielerin Beatrix Lehmann und der Schriftstellerin Rosamond Lehmann studierte in Eton und am Trinity College, Cambridge. Er beschrieb später diese Zeit als „verlorene Jahre.“ Am Trinity College hatte Lehmann eine enge Verbindung zu Virginia Woolfs Neffen Quentin Bell.
Nach einer journalistischen Tätigkeit in Wien kehrte er nach England zurück und begründete das Periodikum im Buchformat New Writing (1936–1940), das u. a. Schriftstellern wie Christopher Isherwood und W. H. Auden eine literarische Heimat bot. Seine Anthologie Poems for Spain gab er mit Stephen Spender heraus. Zu Beginn des Zweiten Weltkriegs und der daraus resultierenden Papierknappheit wurde die Zukunft von New Writing unsicher, und Lehmann gab daher New Writing in Europe für Pelican Books (Imprint von Penguin Books) heraus, das eines der ersten kritischen Veröffentlichungen von Schriftstellern der 1930er Jahre wie W. H. Auden, Spender sowie seines engen Freundes Tom Wintringham und dem aufstrebenden George Orwell darstellte. Später erschienen die Beiträge unter dem Titel The Penguin New Writing, für das sich Penguin Druckpapier gesichert hatte, es war ein monatlich als Paperback erscheinendes Buchmagazin. Die erste Ausgabe veröffentlichte Orwells Essay Shooting the Elephant. Gelegentlich erschienen Hardcover-Editionen, kombiniert mit dem Magazin Daylight; als Penguin New Writing überlebte das Magazin bis zum Jahr 1950.
Von Anfang 1931 bis zum September 1932 arbeitete Lehmann als Lektor in der „Hogarth Press“. Im Jahr 1938 übernahm er Virginia Woolfs Anteile an der Hogarth Press und arbeitete mit Leonard Woolf gemeinsam als Geschäftsführer bis zum Jahr 1946. Anschließend gründete er seinen eigenen Verlag, „John Lehmann Limited“, zusammen mit seiner Schwester Rosamond; sie publizierten Bücher von bekannten Autoren wie Jean-Paul Sartre und Stendhal und entdeckten neue Talente wie Thom Gunn und Laurie Lee. Der Verlag wurde 1952 geschlossen. Im Jahr 1954 gründete er The London Magazine und war dort Herausgeber bis 1961.
John Lehmanns Urgroßvater Leo Lehmann und seine Großonkel Rudolf Lehmann und Henri Lehmann waren bekannte Maler.

## Werke (Auswahl)
- Gedichte:
- A Garden Revisited (1931)
- The Age of the Dragon (1951)
- Collected Poems (1961)

- Dreibändige Autobiografie:
- Whispering Gallery (1955)
- I Am My Brother (1960)
- The Ample Proposition (1966)

- Studie A Nest of Tigers: The Sitwells in Their Time (1969).
- The Purely Pagan Sense (1976) Autobiografische Beschreibung seines homosexuellen Liebeslebens in England und Vorkriegsdeutschland, diskret geschrieben in Form einer Novelle.

- Biografien:
- Edith Sitwell (1952)
- Virginia Woolf and Her World (1975)
- Thrown To The Woolfs (1978)
- Rupert Brooke (1980).